# سيمون بي نورتن
سيمون بي نورتن (بالإنجليزية: Simon P. Norton)‏ هو رياضياتي بريطاني، ولد في 28 فبراير 1952، وتوفي في 14 فبراير 2019.